# Dornach
Dornach je obec ve švýcarském kantonu Solothurn. Je zároveň sídlem okresu Dorneck. Žije zde přibližně 6 800 obyvatel.
Dornach je znám především jako středisko nauky antroposofie.

## Geografie
Dornach leží asi 8 kilometrů jižně od Basileje, na jihovýchodním okraji basilejské aglomerace. Městečko ohraničuje shora náhorní plošina Gempenplateau a v údolí řeka Birs.
Rozloha obce činí 574 ha. V roce 2014 z toho 46 % tvořily lesy, 36 % zastavěná plocha, 17 % zemědělství a méně než 1 % neproduktivní půda. Sousedními obcemi jsou od severu Arlesheim, Gempen, Hochwald, Duggingen, Aesch a Reinach.

## Historie

Hrad Dornach na vyobrazení z poloviny 18. století

Ves je poprvé v dokumentech uvedená v roce 1223 jako Tornach (název znamená „na panství Turnus“). V této listině je zmiňován „Johannes de Tornacho“, což se založením obce nemusí souviset.
Potvrzuje se zmínka z roku 1284 v úrokové knize kláštera svatého Albana v Basileji. Klášter musel získat svůj majetek v Dornachu mezi lety 1083 (založení kláštera sv. Albana) a 1284. Lze tedy předpokládat, že ve 12. století probíhala v Dornachu osídlovací činnost. Vesnický kostel v Oberdornachu je poprvé zmiňován v roce 1301.
Bitva u Dornachu ve švábské válce v roce 1499 skončila vítězstvím konfederátů. V roce 1672 dostali kapucíni povolení založit v Dornachu klášter, který byl vysvěcen v roce 1676. Stejně jako všechny obce v Solothurnu byl Dornach až do doby zničení třinácti hrabství Francouzi v roce 1798 čistě komunitou místních obyvatel pro užívání Wunn und Weid, Holz und Feld (pastviny, lesy a pole). Vznik politické obce v 19. století vedl ke sporům mezi obyvateli a občany Dornachu o jejich práva. V roce 1874 musela kaple, o kterou se starali kapucíni, ustoupit nové železnici. Dne 10. března 1908 byla podepsána rozdělovací listina, kterou byl obecní majetek rozdělen mezi jednotlivé právnické a fyzické osoby.

## Obyvatelstvo
| Vývoj počtu obyvatel | Vývoj počtu obyvatel | Vývoj počtu obyvatel | Vývoj počtu obyvatel | Vývoj počtu obyvatel | Vývoj počtu obyvatel | Vývoj počtu obyvatel | Vývoj počtu obyvatel | Vývoj počtu obyvatel | Vývoj počtu obyvatel | Vývoj počtu obyvatel | Vývoj počtu obyvatel | Vývoj počtu obyvatel |
| -------------------- | -------------------- | -------------------- | -------------------- | -------------------- | -------------------- | -------------------- | -------------------- | -------------------- | -------------------- | -------------------- | -------------------- | -------------------- |
| Rok                  | 1739                 | 1798                 | 1850                 | 1870                 | 1900                 | 1930                 | 1950                 | 1960                 | 1970                 | 1980                 | 1990                 | 2000                 |
| Počet obyvatel       | 467                  | 537                  | 840                  | 1040                 | 1543                 | 3067                 | 3572                 | 4260                 | 5258                 | 5442                 | 5715                 | 5886                 |

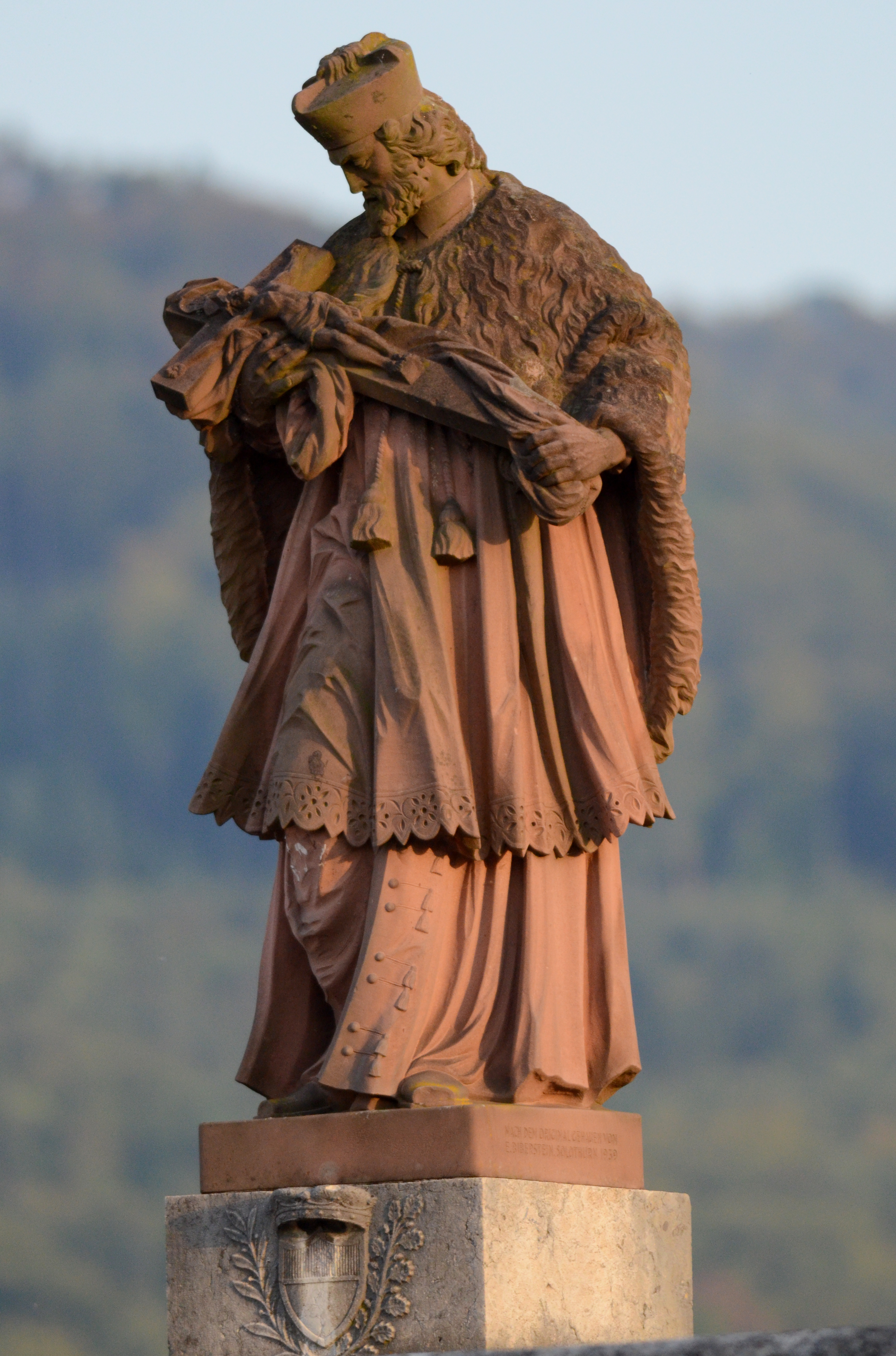
Socha Jana Nepomuckého v Dornachu

Z celkového počtu obyvatel je 88,5 % německy mluvících, 2,3 % italsky mluvících a 1,5 % francouzsky mluvících (k roku 2000). V roce 2008 v obci žilo 12,3 % cizinců. 34 % obyvatel jsou římští katolíci a 22 % reformovaní.

## Doprava
Město leží na trati údolím Laufental, po které jezdí v pravidelném intervalu vlaková linka S3 basilejské S-Bahn z Basileje do Delémontu. Na nádraží také končí tramvajová linka 10 číslo z Basileje, provozovaná basilejským dopravním podnikem Baselland Transport AG (BLT).

## Pamětihodnosti

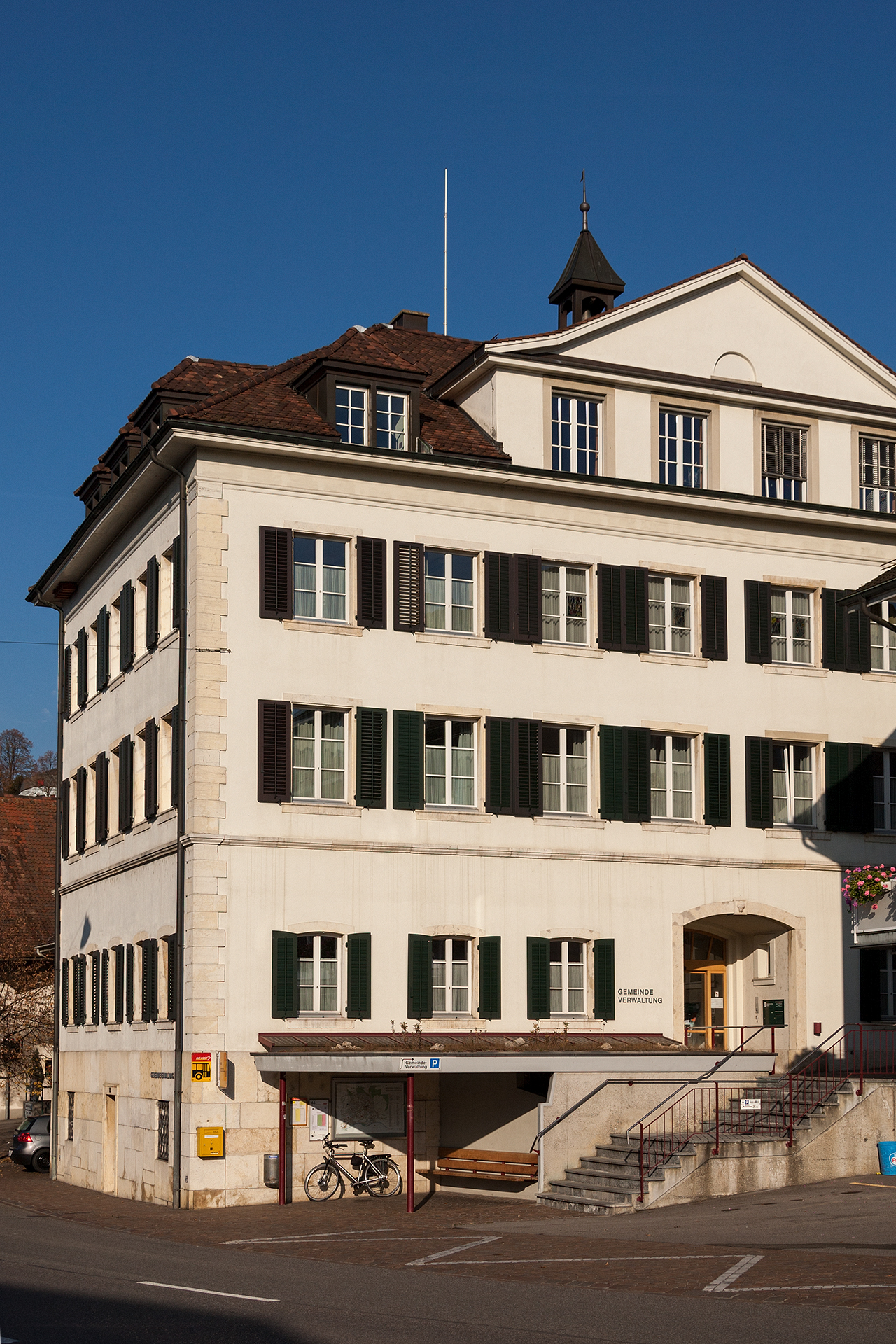
Obecní úřad

- Kapucínský klášter, po 330 let náboženské a duchovní centrum severozápadního Švýcarska
- Památník z roku 1949 na památku bitvy u Dornachu ve Švábské válce (1499), 22 metrů dlouhá stěna s reliéfem
- Kantonální správa
- Vesnice jádro „Dornachbrugg“
- Starý most přes Birs se sochou svatého Jana Nepomuckého
- Vlastivědné muzeum Schwarzbubenlandu v dřívějším katolickém farním kostele svatého Mořic
- Stará fara (dnes měšťanský dům)
- Obecní úřad (stará škola)
- Nový katolický farní kostel svatého Mauricia (z let 1937–1939) od Hermanna Baura, příklad moderní architektury
- Vesnické jádro „Oberdornach“
- Zřícenina hradu Dorneck
- Goetheanum a jiné stavby ve slohu antroposofické architektury

## Osobnosti
- Rudolf Steiner (1861–1925), zakladatel antroposofie
- Albert Steffen (1884–1963), švýcarský antroposof a básník
- Arthur Stoll (1887–1971), chemik; v Dornachu zemřel
- Otto Stich (* 1927), spolkový radní
- Isla Eckinger (* 1939), švýcarský jazzbasista
- Thomas Brunnschweiler (* 1954), švýcarský spisovatel a novinář
- Gaetano Giallanza (* 1974), italský fotbalista
- Benjamin Huggel (* 1977), švýcarský fotbalista